# Križevska vas (gmina Metlika)
Križevska vas – wieś w Słowenii, w gminie Metlika. W 2018 roku liczyła 221 mieszkańców.